# Lover Alot
Lover Alot é uma canção da banda norte-americana Aerosmith. Foi lançado como segundo single de seu décimo quinto (15º) álbum de estúdio, o Music from Another Dimension!, no dia 22 de Agosto de 2012. No CD, a música encontra-se em número 10, entre "Can’t Stop Loving You" e "We All Fall Down".
O single foi lançado através do site oficial da banda, o Aeroforceone.com. Não houve nenhum marketing ou pronunciamento sobre o lançamento do single, a não ser por um vídeo que Tom Hamilton, baixista, fez, avisando aos fãs que, ao final do mês do de Agosto um novo single seria lançado.
Assim como Legendary Child, Lover Alot também foi iniciada em 1991, e ia ser introduzida no álbum de 1993 da banda, o Get a Grip. O fato é que a música foi deixada de lado logo após ser começada e foi re-trabalhada em 2011 pelos membros da banda.

## Crítica
Pelo site Ultimate Classic Rock, "Lover Alot" recebeu nota 8/10. Segundo eles, a música "prova que a banda ainda pode entregar Rock despojado como nos anos 70". Já para o site oficial da revista Rolling Stone, a música é "um Rock bombástico com uma batida propulsiva e uma linha de baixo que ancoram os vocais de Tyler e o solo de guitarra agonizante de Perry".

## Desempenho nas paradas
| Parada                     | Posição |
| -------------------------- | ------- |
| EUA Rock Songs             | #12     |
| Hot Mainstream Rock Tracks | #20     |
| Canada Rock Songs          | #31     |